# Jeremiah Wells
Jeremiah Wells (West Hazleton, Pensilvania, Estados Unidos, 30 de octubre de 1986) es un artista marcial mixto estadounidense que compite en la división de peso wélter de Ultimate Fighting Championship.

## Primeros años
Nació en 1986 en West Hazleton, Pensilvania, una ciudad de unos 25000 habitantes, cerca de Filadelfia. Tras haber practicado diversos deportes, desde el fútbol, el baloncesto y el fútbol, acabó dedicándose a la cría de perros a sel y a trabajar en una fábrica para mantener a su hijo. Empezó a entrenar MMA a los 24 años y se enamoró de ellas, siguiéndolas como carrera.

## Carrera en las artes marciales mixtas

### Inicios
Compitió como peso medio amateur de 2011 a 2012, acumulando un récord de 2-1.
En su debut en las MMA, en PA Cage Fight 14, consiguió un TKO en el primer asalto contra Quinton Stephens, antes de someter a sus dos siguientes oponentes, Bradley Desir y Scott Hudson, mediante sendos estrangulamientos por detrás. Después, compitió por el Campeonato de Peso Wélter de Cage Fury FC contra Emmanuel Wallo en CFFC 56, que perdió por decisión unánime. Después de empatar con Bassil Hafez en CFFC 69, se recuperaría, dejando fuera de combate a Gary Balletto Jr. en el primer asalto en CES MMA 49. A continuación, derrotó a Jon Manley, exalumno de la temporada 16 de The Ultimate Fighter, por decisión unánime en CES MMA 50, antes de ganar por decisión unánime a Jason Norwood en el evento principal de CES MMA 52 por el Campeonato de Peso Wélter de CES MMA. Perdió el campeonato en el siguiente combate en CES MMA 52 contra el futuro luchador de Bellator Vinicius de Jesus por decisión unánime, y noqueó a Mumia Abu Dey-Ali en el primer asalto en CFFC 76. En su último combate antes del UFC, sometió a Marco Smallman en el segundo asalto en CFFC 78.

### Ultimate Fighting Championship
Debutó en la UFC contra Warlley Alves el 26 de junio de 2021 en UFC Fight Night: Gane vs. Volkov. Ganó el combate por KO en el segundo asalto.
Se esperaba que se enfrentara a Jake Matthews el 4 de diciembre de 2021 en UFC on ESPN: Font vs. Aldo. Sin embargo, pocas horas antes del evento el combate fue cancelado después de que uno de los esquineros de Wells diera positivo por COVID-19.
Se enfrentó a Mike Mathetha el 12 de febrero de 2022 en UFC 271. Ganó el combate por sumisión en el primer asalto.
Se enfrentó a Court McGee el 18 de junio de 2022 en UFC on ESPN: Kattar vs. Emmett. Ganó el combate por KO en el primer asalto. Esta victoria le valió el premio a la Actuación de la Noche.
Wells se enfrentó a Matthew Semelsberger el 22 de abril de 2023 en UFC Fight Night 222.  Ganó la pelea de ida y vuelta por decisión dividida. 
Wells se enfrentó a Carlston Harris el 5 de agosto de 2023 en UFC on ESPN 50.  Perdió la pelea en el tercer asalto y fue estrangulado con un estrangulamiento de anaconda. 
Wells se enfrentó a Max Griffin el 10 de febrero de 2024 en UFC Fight Night 236.  Perdió la pelea por decisión dividida. 

## Campeonatos y logros
- Ultimate Fighting Championship
  - Actuación de la Noche (una vez) vs. Court McGee[14]
- Cage Fury Fighting Championships
  - Campeonato de Peso Wélter de Cage Fury FC (una vez; ex)
- CES MMA
  - Campeonato de Peso Wélter de la CES MMA (una vez; ex)

## Récord en artes marciales mixtas
| Resultado | Récord | Oponente             | Método                                         | Evento                                | Fecha                    | Ronda | Tiempo | Localización                       | Notas                                                      |
| --------- | ------ | -------------------- | ---------------------------------------------- | ------------------------------------- | ------------------------ | ----- | ------ | ---------------------------------- | ---------------------------------------------------------- |
| Derrota   | 12-4-1 | Max Griffin          | Decisión (dividida)                            | UFC Fight Night: Hermansson vs. Pyfer | 10 de febrero de 2024    | 3     | 5:00   | Las Vegas, Nevada                  |                                                            |
| Derrota   | 12-3-1 | Carlston Harris      | Sumisión técnica (anaconda choke)              | UFC on ESPN: Sandhagen vs. Font       | 5 de agosto de 2023      | 3     | 1:50   | Nashville, Tennessee               |                                                            |
| Victoria  | 12-2-1 | Matthew Semelsberger | Decisión (unánime)                             | UFC on ESPN: Kattar vs. Emmett        | 22 de abril de 2023      | 3     | 5:00   | Las Vegas, Nevada                  |                                                            |
| Victoria  | 11-2-1 | Court McGee          | KO (puñetazo)                                  | UFC on ESPN: Kattar vs. Emmett        | 18 de junio de 2022      | 1     | 1:34   | Austin, Texas                      | Actuación de la noche.                                     |
| Victoria  | 10-2-1 | Mike Mathetha        | Sumisión técnica (estrangulamiento por detrás) | UFC 271                               | 12 de febrero de 2022    | 1     | 4:38   | Houston, Texas                     |                                                            |
| Victoria  | 9-2-1  | Warlley Alves        | KO (puñetazos)                                 | UFC Fight Night: Gane vs. Volkov      | 26 de junio de 2021      | 2     | 0:30   | Las Vegas, Nevada                  |                                                            |
| Victoria  | 8-2-1  | Marco Smallman       | Sumisión (estrangulamiento por detrás)         | CFFC 78                               | 21 de septiembre de 2019 | 2     | 2:51   | Filadelfia, Pensilvania            | Ganó el vacante Campeonato de Peso Wélter de Cage Fury FC. |
| Victoria  | 7-2-1  | Mumia Abu Dey-Ali    | KO (puñetazo)                                  | CFFC 76                               | 14 de junio de 2019      | 1     | 0:22   | Municipio de Bensalem, Pensilvania |                                                            |
| Derrota   | 6-2-1  | Vinicius de Jesus    | Decisión (unánime)                             | CES MMA 55                            | 29 de marzo de 2019      | 5     | 5:00   | Hartford, Connecticut              | Perdió el Campeonato de Peso Wélter de CES MMA.            |
| Victoria  | 6-1-1  | Jason Norwood        | Decisión (unánime)                             | CES MMA 52                            | 17 de agosto de 2018     | 5     | 5:00   | Filadelfia, Pensilvania            | Ganó el vacante Campeonato de Peso Wélter de CES MMA.      |
| Victoria  | 5-1-1  | Jon Manley           | Decisión (unánime)                             | CES MMA 50                            | 15 de junio de 2018      | 3     | 5:00   | Lincoln, Rhode Island              |                                                            |
| Victoria  | 4-1-1  | Gary Balletto Jr.    | KO (puñetazo)                                  | CES MMA 49                            | 6 de abril de 2018       | 1     | 0:57   | Lincoln, Rhode Island              |                                                            |
| Empate    | 3-1-1  | Bassil Hafez         | Empate (dividido)                              | CFFC 68                               | 21 de octubre de 2017    | 3     | 5:00   | Atlantic City, Nueva Jersey        |                                                            |
| Derrota   | 3-1    | Emmanuel Walo        | Decisión (unánime)                             | CFFC 56                               | 27 de febrero de 2016    | 5     | 5:00   | Filadelfia, Pensilvania            | Por el vacante Campeonato de Peso Wélter de Cage Fury FC.  |
| Victoria  | 3-0    | Bradley Desir        | Sumisión (estrangulamiento por detrás)         | CFFC 44                               | 13 de diciembre de 2014  | 2     | 4:35   | Bethlehem, Pensilvania             |                                                            |
| Victoria  | 2-0    | Scott Hudson         | Sumisión (estrangulamiento por detrás)         | PA Cage Fight 16                      | 15 de junio de 2013      | 2     | 0:56   | Scranton, Pensilvania              | Debut en el peso wélter.                                   |
| Victoria  | 1-0    | Quinton Stephens     | TKO (puñetazos)                                | PA Cage Fight 14                      | 13 de octubre de 2012    | 1     | 4:40   | Hazleton, Pensilvania              | Combate de peso acordado (175 libras).                     |